# Anthonie Duyck
Anthonie Duyck, auch Anthonis Duyck (* etwa 1560 in Den Haag; † 13. September 1629 ebenda) war ein holländischer Politiker, welcher zwischen den Jahren 1621 und 1629 das höchste Regierungsamt eines Ratspensionärs erfüllen konnte.
Anthonie Duyck studierte die Rechte an der Universiteit Leiden und avancierte im Jahre 1589 zum Ankläger in der Körperschaft des Staatsrates der Niederlande, Raad van State genannt. Als Leiter des Staatsrates unterstützte er Moritz von Oranien-Nassau bei dessen militärischen Unternehmungen in den Jahren von 1591 bis 1602. Duyck verfasste darüber sehr lange Berichte, und im Jahre 1602 wurde Duyck zum Archivar am Hof van Holland bestellt. Gegen seinen Willen musste Duyck an der Seite von François van Aerssen als einer der Ankläger gegen Johan van Oldenbarnevelt auftreten.
Nach einem kurzen Intermezzo von Andries de Witt wurde Duyck im Jahre 1621 zum Ratspensionär von Holland und Westfriesland ernannt. Da Duycks mehr ein Beamter als ein Staatsmann war, hatte Moritz von Oranien-Nassau mit ihm leichtes Spiel in der Umsetzung seiner politischen Überzeugungen. Duyck hatte dieses Amt bis zu seinem im Jahre 1629 erfolgten Tod inne.
Anthonie Duycks Tagebücher über die Moritz von Oraniens begangenen Feldzüge wurden unter dem Namen Journaal van Maurits' krijgsverrichtingen van 1591–1602 verlegt.